# Benzoato di denatonio
Il benzoato di denatonio, chiamato anche con il nome commerciale Bitrex, è un sale d'ammonio quaternario costituito dall'anione benzoato e dal catione denatonio. È caratterizzato da un sapore estremamente sgradevole, amaro e pungente, grazie al quale è presente nel Guinness dei primati come sostanza più amara conosciuta al mondo.

## Storia
Venne scoperto nel 1958 da alcuni ricercatori della società farmaceutica scozzese MacFarlan Smith impegnati nello sviluppo di un nuovo anestetico locale.

## Utilizzi
Non è nocivo né per gli animali né per l'uomo e trova utilizzi pratici nella denaturazione dell'etanolo, come agente amaricante nelle bevande e come agente anti-avvelenamento; a tale scopo viene addizionato a svariati prodotti di uso domestico che sono tossici se ingeriti, come detergenti e prodotti per il giardinaggio, in modo tale che se si dovesse accidentalmente tentare di berli si sarebbe immediatamente indotti a sputare.